# Stanislav Herzel
Stanislav „Stani“ Herzel, eingedeutscht Stanislaus Herzel (* 5. August 1990 in Qarabulaq, Kasachische SSR), ist ein deutscher Fußballspieler.

## Frühe Jahre
Herzel wurde 1990 als ältester Sohn einer russlanddeutschen Familie in Kasachstan geboren. Seine Familie zog nach dem Fall des Eisernen Vorhangs nach Pleinfeld in Bayern. 

## Laufbahn
Herzel wechselte 2007 von der U-19 des 1. FC Nürnberg zum SSV Jahn Regensburg und spielte dort zwei Jahre lang in der A-Junioren-Bundesliga. Im Anschluss daran wechselte er zum FC Ingolstadt II, mit dem er 2011 in die Regionalliga Süd aufstieg. Nach vier Jahren und 90 Einsätzen für die „Schanzer“, schloss er sich der U-23 des FC Augsburg an. Dort absolvierte er 2013/14 insgesamt 29 Partien in der Regionalliga Bayern. Anschließend kehrte er zum Jahn zurück und erhielt seinen ersten Profivertrag bis 2016. Ein Jahr vor Vertragsende in Regensburg wechselte Herzel im Jahr 2015 zum SV Seligenporten.
Seit 2024 ist Stanislaus Herzel Trainer beim FC Pleinfeld.